# José Gregorio Valera

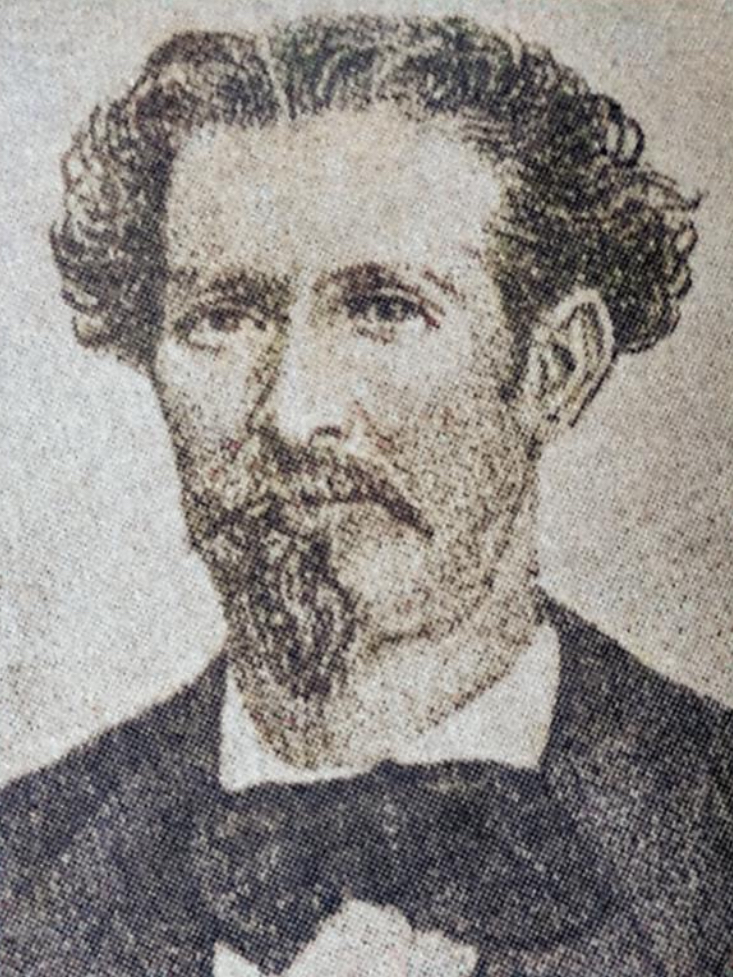
José Gregorio Valera

José Gregorio Valera (n.... -  d. ...),  a fost un militar și om politic, președintele Venezuelei în perioada 1878- 1879.